# Burcard de Geisenhausen
Burcard de Geisenhausen fou marcgravi de la Marca Oriental de Baviera (vers 956/960-976), comte de Geisenhausen i burgravi de Regensburg o Ratisbona (955-976). Hauria mort vers 982 a Ratisbona.
Era fill del comte Udalric del Zürichgau, i net del duc de Suàbia Burcard I. Es va casar amb una germana (de nom desconegut) de la duquessa Judit de Baviera. Quan es va produir la revolta dels Liudolfings de Baviera (vers 953/954), Burcard, com altres membres de la petita noblesa, va ser lleial al rei i això li va valer el nomenament com a burgravi de Ratisbona, on va representar els interessos reials i era una mena de vescomte. Després de la batalla de Lechfed (955) contra els hongaresos es va establir un marcgraviat a l'est de Baviera (el 956 o poc després) i Burcard en va rebre el nomenament, sent fonamental en la reconquesta i la recolonització de la zona fronterera al llarg del Danubi entre l'Erla i el Petit Tulln.
Era parent del duc Burcard II de Suàbia que li va donar suport per fer al seu fill Enric de Geisenghausen com a bisbe d'Augsburg el 973, succeint a Ulric o Udalric de Dillingen (sant).
Després de la seva participació en l'aixecament del duc Enric II de Baviera contra el rei Otó II, el 974, Burcard va ser desposseït del burgavriat de Regensburg o Ratisbona i el marcgraviat Oriental el 976, que fou donat a Leopold I de Babenberg. Burcard encara va viure uns anys, morint el 982.